# Brauring
Die Brauring GmbH & Co. KG (nach eigener Schreibung auch BRAU RING) ist eine Kooperationsgesellschaft privater Brauereien aus Deutschland, Österreich und der Schweiz mit Sitz in Wetzlar. Ihr gehören aktuell 220 Unternehmen mit einer Jahresproduktion von etwa 6,5 Mio. Hektolitern an, dabei nahezu alle mittelständischen Brauunternehmen in der Schweiz.

## Geschichte
Die Kooperation begann unter Initiative des Betriebswirts und Kommunalpolitikers Manfred Gebhardt-Euler (1938–2018), des geschäftsführenden Gesellschafters der Wetzlarer Brauerei Gebr. Euler, 1973 mit 70 Brauereien und hatte das Ziel, die Vielfalt, Regionalität und Qualität des Bierbrauens zu sichern. Zu Beginn stand die Stärkung der Position gegenüber Konzernen durch die Bündelung der Einkaufsaktivitäten im Vordergrund. Gebhardt-Euler war zudem Geschäftsführer des Getränkedienstes Lahntal Gebr. Euler und wurde Vorsitzender von Brau-Ring Kooperationsgesellschaft und des Landesverbands Verband mittelständischer Privatbrauereien Hessen.

## Heute
Mittlerweile werden den Kooperationsunternehmen neben dem gemeinsamen Einkauf zusätzlich Schulungen zu Themen des Brauereiwesens, aber auch Rahmenverträge zu Versicherungen, GEMA, IT, Fahrzeuge, Kommunikation sowie Ersatzteilbeschaffung angeboten.
Die Leitung liegt bei:
- Eckhard Himmel (Vorsitzender der Kooperation)
- Matthias Hajenski (Geschäftsführer)[1]

## Qualitätssiegel
Bereits seit der Gründung wird das Brau-Ring Qualitätssiegel an mittelständische Privatbrauereien vergeben. Diese müssen eine ausgeprägte Stellung im regionalen Markt vorweisen und jährliche unabhängige Prüfungen vornehmen lassen. Im Februar 2019 trugen 27 Brauereien dieses Siegel. Das Siegel wird zum Teil durch Ministerpräsidenten, Landtagspräsidenten und Landesminister verliehen.